# Hôtel de Lestang-Parade (Arles)
Pour l’article homonyme, voir Hôtel de Lestang.
L’hôtel de Lestang-Parade à  Arles (Bouches-du-Rhône) est un hôtel particulier  construit vers 1740 pour la famille de Lestang-Parade.

## Histoire
Antoine-Joseph de Lestang-Parade, premier consul d’Aix, acquit en 1733 l’hôtel de Suzanne des Loges, veuve d’Étienne Montagnier de Paussan. Il le fit rebâtir dans les années 1740 et lui donna son nom.
Au XVIIIe siècle, l’hôtel se trouva en bordure du percement de la rue Gambetta prolongée du pont de Trinquetaille.
« En quelque sorte rabaissé par la rampe du pont, s’élevant à quelques mètres de sa façade, et desservi par des enseignes commerciales, en son rez-de-chaussée, l’édifice a aujourd’hui bien perdu de sa superbe ».
L'hôtel est inscrit au titre des monuments historiques, depuis le 6 juillet 1988.

## Architecture
Sa façade, en une remarquable mise en scène sur trois niveaux, marque la volonté du maître d’ouvrage d’affirmer le prestige de la famille. Le porche majestueux est surmonté d’un premier balcon en encorbellement, tandis qu’un deuxième, en fer forgé, orne le niveau supérieur.Des chaînages à refends accentuent la verticalité de l’ensemble. Au centre et aux deux extrémités de la façade, ils se terminent par des pilastres à chapiteaux corinthiens. Un imposant fronton surmonte l’édifice. La corniche à modillons du toit est régulièrement interrompue par des mascarons à usage de gouttières».

## Source
- Site web de la ville d'Arles : Arles patrimoine.
- Odile Caylux, Les hôtels particuliers d'Arles, Actes Sud, 2000,  (ISBN 2-7427-3041-9)